# عشق‌ها و خاطرات کلئوپاترا
عشقها و خاطرات کلئوپاترا رمانی از مارگارت جورج است که در ۵ آوریل ۱۹۹۷ منتشر شد.
نویسنده چندین سال را به مناطق مختلف مدیترانه سفر کرده‌است تا درباره رمان تحقیق و بررسی کند. داستان با خاطرات کلئوپاترا از سه سالگی‌اش آغاز می‌شود و تا پایان عمرش ادامه می‌یابد. رمان به شیوه خودزندگی‌نامه نوشته شده‌است تا به خواننده القا کند که انگار داستان از زبان خود کلئوپاترا نقل می‌شود. این کتاب ۹۶۸ صفحه دارد و توسط کریم جولایی به فارسی برگردانده و توسط نشر جویا منتشر شده‌است.